# Luca Signorelli

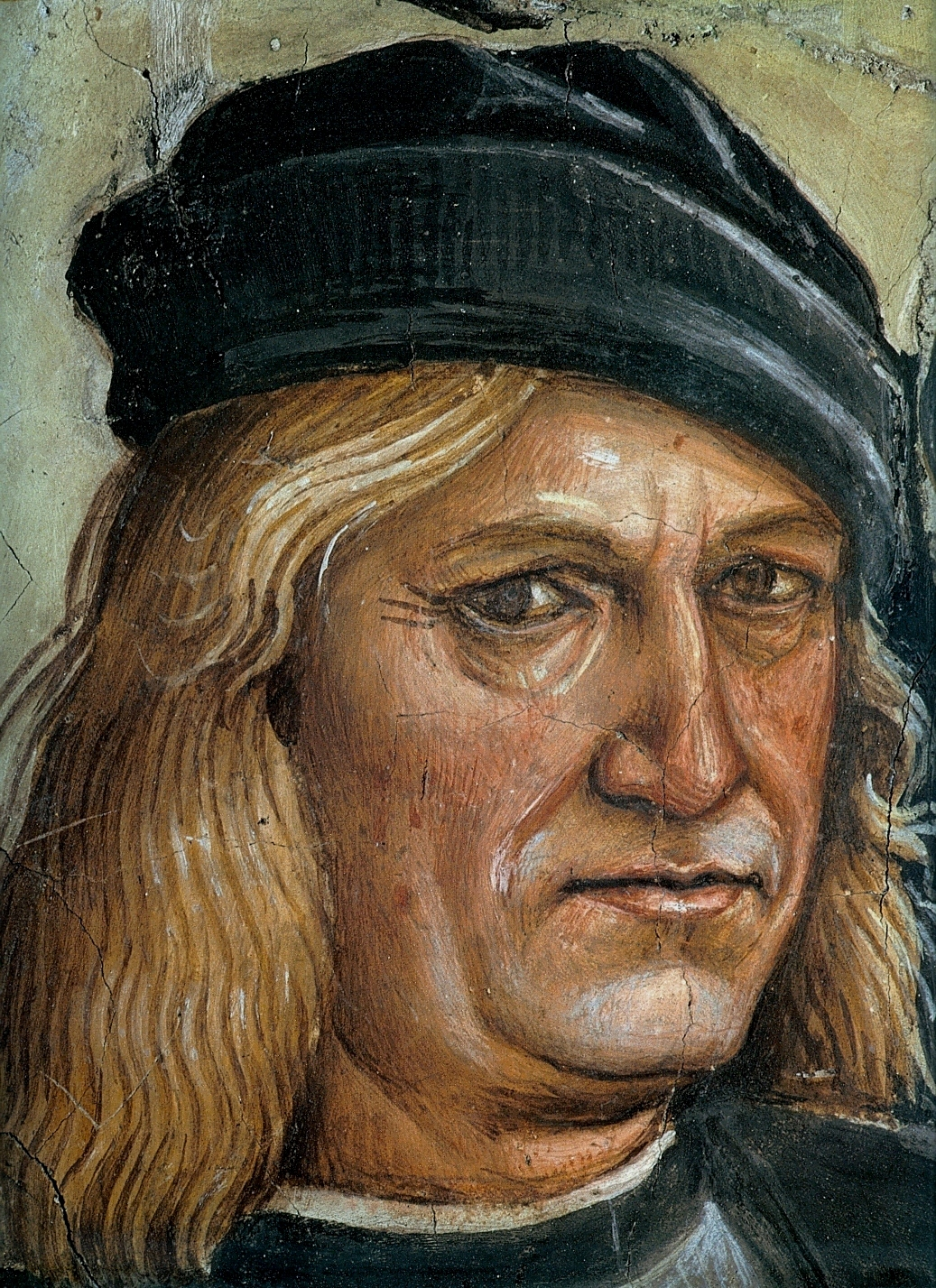
Autorretrato de Luca Signorelli. Detalle del fresco del Anticristo de la capilla de San Brizio en la catedral de Orvieto

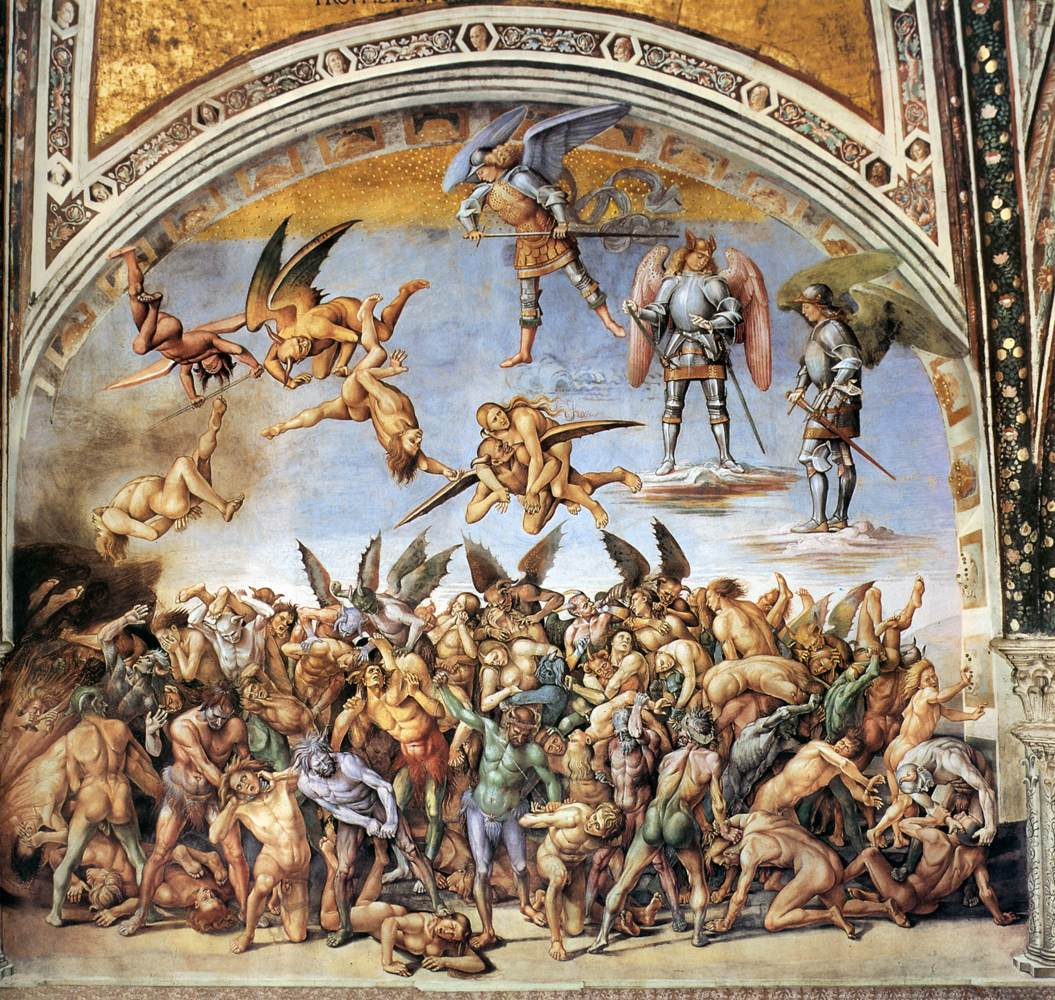
Los condenados, fresco de la capilla de San Brizio en la catedral de Orvieto (1499-1505)

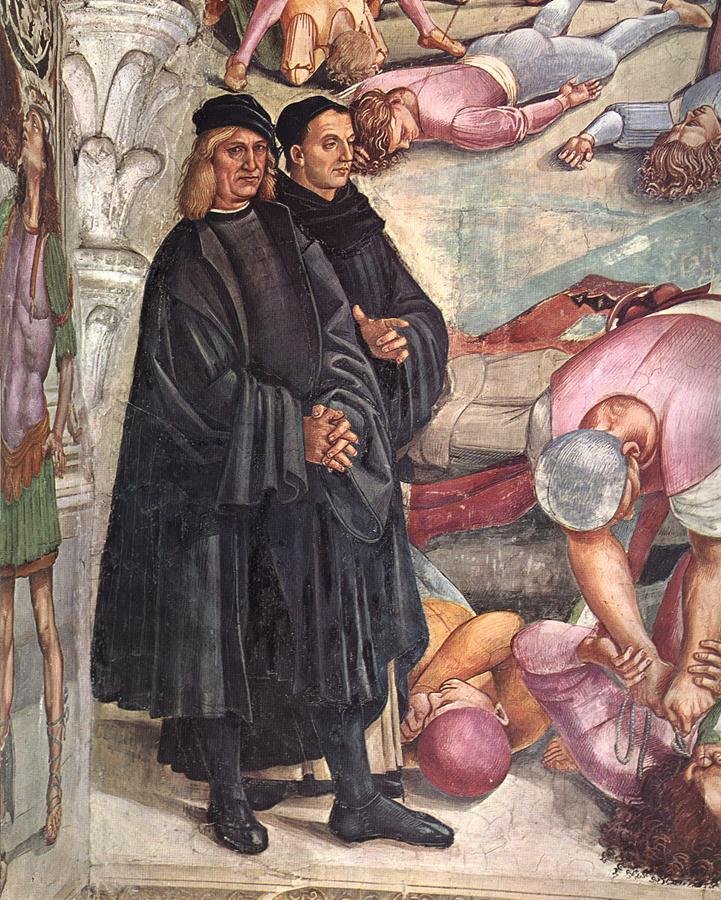
Autorretrato de Luca Signorelli (izq) con Fra Angélico, detalle del fresco del Anticristo en la capilla de San Brizio, catedral de Orvieto (1499-1505)

Luca d'Egidio di Ventura de Signorelli conocido como Luca Signorelli o Luca da Signorelli (Cortona, ¿1450? - 1523) fue un pintor cuatrocentista italiano. Se trata de uno de los grandes maestros de la llamada Escuela de Umbría. Aventajado discípulo de Piero della Francesca del que aprendió su tratamiento de la perspectiva, mientras que su pericia en el dibujo de la anatomía se debe al influjo de Antonio del Pollaiuolo.

## Biografía
Completó su formación con breves estadías en Florencia. Al interesarse por el arte florentino pronto se diferenció de Piero della Francesca merced a su capacidad de plasmar el movimiento.

Signorelli ya desde sus obras juveniles presenta un lenguaje original que a la serena espacialidad pierfrancescana aúna el vibrante dinamismo lineal de Pollaiolo y del Verrocchio, como se puede observar en el estandarte procesional de la Flagelación de Cristo - c. 1475, Brera- .

Aún más, al marchar a Roma en 1482, trabajó en la realización de parte de los frescos de la Capilla Sixtina (particularmente las partes dedicadas al Testamento y a la Muerte de Moisés). Es en esa época cuando se nota el paso a una madurez en la realización de Signorelli, máxime cuando produce obras que se incluyen entre las mayores exponentes del intelectualismo florentino derivado de la escuela neoplatónica de Marsilio Ficino; es así que en las obras de Signorelli (como en la de Leonardo entre otros) se encuentran complejas referencias simbólicas y literarias que son exaltadas mediante una soberbia estructuración espacial, una opulenta elaboración cromática y un consecuente relieve pleno de plasticidad en las figuras por él diseñadas.

Su especial libertad en el modo para tratar los temas, la especial utilización de los efectos lumínicos así como el dramatismo de muchas de sus composiciones le confieren a su obra un elevado valor dentro del Renacimiento.

Tras su estadía en Roma, ya de regreso a su ciudad natal, puede decirse que Signorelli realiza las primeras obras de su madurez, caracterizadas por las formas angulosas, los colores intensos y un especial talento dramático en el uso de la luz.

Su estilo posee una gran tensión que se hace evidente en la tendencia de las figuras a trascender el límite de la perspectiva que señala el marco de la obra -que se observa especialmente en la Adoración de los Reyes Magos y en el San Sebastián-. Esta tensión se patentiza aún más en sus frescos.
De este modo, entre 1484 y 1490 Sigorelli realizó numerosas obras de composición cada vez más compleja, siendo culminante su arte en su desempeño como fresquista. Sus grandiosos ciclos comenzaron por la abadía del Monte Oliveto Maggiore (allí trabajó en colaboración con il Sodoma), en las escenas de la Vida de san Benito abad.
Desde el monasterio de Monte Oliveto Maggiore cerca de Siena, Signorelli marchó a Orvieto donde produjo su obra maestra, los frescos en la capilla de S. Brizio (entonces llamada la Cappella Nuova), en la catedral. Las obras de Signorelli en las bóvedas y en las paredes superiores representan los acontecimientos referidos al Apocalipsis y el Juicio Final. Las escenas comienzan con la Predicación del Anticristo, y pasó al Día del Juicio Final y La resurrección de la carne. Ocupan tres vastos lunetos, cada uno de ellos con una única composición narrativa continua. En una de ellas, el Anticristo, después de sus portentos e impías glorias, cae de cabeza desde el cielo, cayendo en una multitud de hombres y mujeres. Los acontecimientos del Juicio Final llenan la bóveda y las paredes alrededor del altar: Paraíso, los Elegidos y los Condenados, el Infierno, la Resurrección de los muertos y la Destrucción de los réprobos.
Todos estos frescos, inspirados en la Divina Comedia de Dante, que realizó entre 1499 y 1502, constituyen sus capolavori (obras maestras), siendo por su apasionada violencia expresiva, la crudeza de la realización pictórica y la complejidad iconográfica los precedentes más significativos de Miguel Ángel y Rafael.

## Trabajo en Siena, Cortona, Roma y Arezzo
Después de terminar los frescos en Orvieto, Signorelli fue a Siena. En 1507 realizó un gran retablo para S. Medardo en Arcevia en las Marcas, la Virgen y el Niño, con la Masacre de los Inocentes y otros episodios.
En 1508, el Papa Julio II convocó a diversos artistas a Roma, incluidos Signorelli, Perugino, Pinturicchio e Il Sodoma para pintar las grandes salas del Palacio del Vaticano. Comenzaron a trabajar, pero pronto el Papa despidió a todos para dejar paso a Rafael. Su trabajo fue destruido, excepto el techo de la Stanza della Segnatura. Entonces Luca regresó a Siena, pero vivió principalmente en su ciudad natal de Cortona. Trabajaba constantemente, pero los productos de sus últimos años no eran de la calidad de sus obras mayores de 1490 a 1505.
En 1520 Signorelli fue con uno de sus cuadros a Arezzo. Estaba parcialmente paralizado cuando comenzó un fresco del Bautismo de Cristo en la capilla del palacio del cardenal Passerini cerca de Cortona, que es el último cuadro que se le atribuye (alternativamente, una Coronación de la Virgen en Foiano della Chiana). Signorelli tenía una gran reputación como ciudadano, ingresando a la magistratura de Cortona ya en 1488 y ocupando un puesto de liderazgo en 1523, el año de su muerte.
Signorelli prestó gran atención a la anatomía. Se dice que realizó sus estudios en cementerios, y su dominio de la forma humana implica una familiaridad resultante de la práctica de disecciones. Superó a sus contemporáneos en mostrar la estructura y el mecanismo del desnudo en acción inmediata, incluso yendo más allá de la naturaleza en experimentos de este tipo, probando actitudes y combinaciones hipotéticas. Sus dibujos en el Louvre lo demuestran y guardan una estrecha analogía con el método de Miguel Ángel. Apuntó a la verdad en lugar de a la nobleza de la forma; comparativamente descuidando en el color, y su claroscuro exhibe fuertes oposiciones de luces y sombras. Tuvo una gran influencia sobre los pintores de su tiempo y de épocas posteriores, pero no tuvo alumnos ni ayudantes de gran reputación.
Vasari, quien afirmó que Signorelli era pariente suyo, lo describió como amable y un hombre de familia, y dijo que siempre vivió más como un noble que como un pintor. Vasari incluyó el retrato de Signorelli, uno de los siete, en su estudio en Arezzo, junto con Miguel Ángel y él mismo. La Galería Torrigiani de Florencia contiene un gran retrato de tamaño natural de Signorelli de un hombre con gorra y chaleco rojos que se corresponde con la observación de Vasari. En la National Gallery de Londres se encuentran La circuncisión de Jesús y otras tres obras. La leyenda sostiene que Signorelli se representó a sí mismo en el primer plano izquierdo de su mural de Orvieto de La predicación del Anticristo. Se cree que Fra Angelico, su predecesor en el ciclo de Orvieto, está detrás de él en la pieza. Sin embargo, la figura que se cree que es Fra Angelico no está vestida como un fraile dominico, y el supuesto retrato de Signorelli no coincide con el del estudio de Vasari.

## Obra seleccionada
- San Pablo 1474
- Testamento y muerte de Moisés (1482, en la Capilla Sixtina).
- Retablo Vagnucci (1484)
- La adoración de los Magos (París, Louvre).
- El sermón y las obras del Anticristo, capilla de san Brizio de la Catedral de Orvieto.
- Los bienaventurados, Capilla de san Brizio de la Catedral de Orvieto.
- San Sebastián (Città di Castello, Pinacoteca Comunale).
- Los condenados (en la capilla Brizio de la catedral de Orvieto).
- Infierno (en la capilla Brizio de la catedral de Orvieto).
- La comunión de los Apóstoles (1512).
- La Circuncisión, 1490-1491, The National Gallery de Londres
- Madonna con niño y santos (1491). Volterra. Pinacoteca cívica
- Anunciación (1491). Volterra. Pinacoteca cívica

- El contenido de este artículo incorpora material de una entrada de la Enciclopedia Libre Universal, publicada en español bajo la licencia Creative Commons Compartir-Igual 3.0.